# ウクライナでのスターリンク衛星サービス
ウクライナでのスターリンク衛星サービス（ウクライナでのスターリンクえいせいサービス）は、ウクライナ市場に提供されているスペースXのスターリンクインターネット接続サービスである。ウクライナでのサービスは2022年ロシアのウクライナ侵攻後に開始され、ウクライナ全土の従来の通信インフラに対するロシアの継続的な爆撃にもかかわらず、ウクライナ政府と民間人に重要な通信ライフラインを提供している。このサービスはマリウポリの戦い（2022年）で極めて重要な役割を果たし、包囲され、抵抗しているウクライナ軍が執拗なロシアの爆撃と飢餓状態について世界に報告し続けることを可能にした。スターリンクは現在、戦争で荒廃したウクライナの重要な通信回線として機能しており、不安定な従来の通信インフラを補完している。2022年9月時点で、ウクライナに2万3000台のスターリンクの端末があった。

## 交渉
スペースXのグウィン・ショットウェル社長によると、スペースXは、（ロシアの）侵攻の一か月半前からスターリンクの開始に向けてウクライナと交渉しており、同社は許可通知書を待っていたという。
2022年に突然のロシアのウクライナ侵攻が始まり、ロシアは電気通信施設を含む重要なインフラを攻撃し、ウクライナではインターネット接続に重大な問題が生じた。インターネット接続を保つことはウクライナ軍とその他の政府機関にとって重要かつ緊急の問題となった。

## サービス

### サービス早期

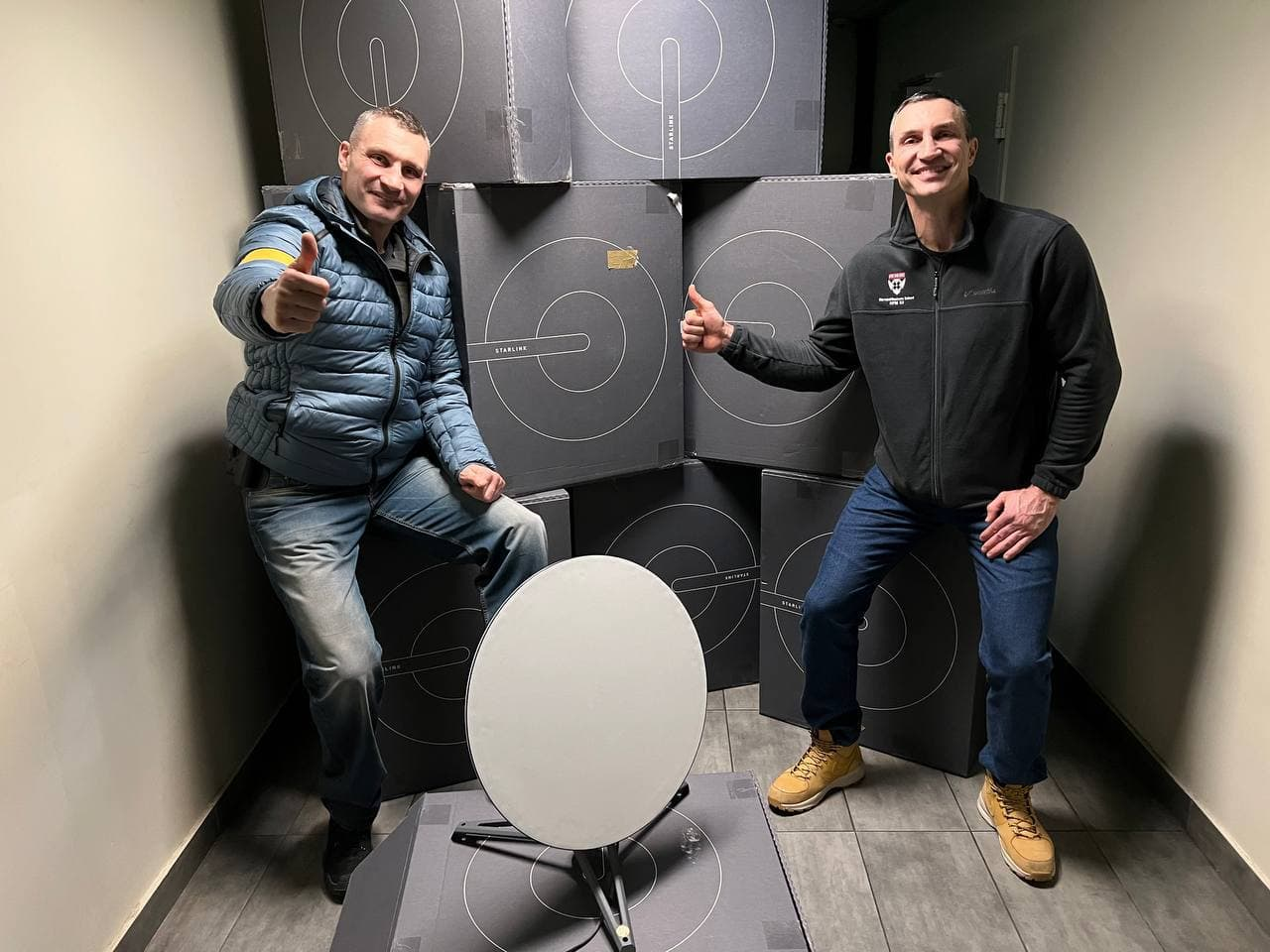
スターリンクの端末と写るキーウ市長のビタリ・クリチコと彼の兄弟ウラジミール・クリチコ

2022年2月26日、ロシアの縦列がウクライナの首都キーウ制圧に向け進軍している最中、ウクライナデジタル改革相のミハイロ・フェドロフはイーロン・マスクにツイッターでスターリンクの形でウクライナへの支援を提供するように求めた。フェドロフのツイートから約10時間後、マスクはウクライナのスターリンクサービスが今ウクライナで有効になっているとリプライし（以前は利用可能な国のリストに無かった）、スターリンクの追加機材をウクライナに送った。
スペースXからの衛星ネットは、マリウポリで包囲されたウクライナの守備隊が数千人のロシア軍相手に抵抗し、何週間にも渡り彼らをマリウポリに束縛したアゾフスタリ包囲戦 （4月15～5月20日）で重要な役割を果たした。3月21日、「空中回廊作戦」（3月21日～4月7日）のヘリコプター2機がウクライナの特殊部隊の戦闘員と武器、最初のスターリンク端末をマリウポリを包囲する敵陣の背後に運んだ。これらのスターリンク端末により、包囲された部隊はウクライナ軍司令部、ジャーナリスト、親族とのつながりを維持することができ、現地の英雄的で終末さながらの状況に対する意識と世界的な報道を高めた。
5月上旬、マスクは、ロシアのロスコスモスCEOで政治家のドミトリー・ロゴージンが、「イーロン・マスクを脅す内容を含むメモ」をロシアメディアに送付していたことをツイッターで報告し、そのメモを公開した。
スターリンクのインターネットは、キーウ州での解放された地域の通信の復旧中にウクライナ鉄道の列車でも使用され始めた（特にライフセル、ボーダフォンは、スターリンクを使用して携帯通信を提供した）。

### 成長
タイムズは2022年3月にウクライナ軍がロシア軍を攻撃するドローンの接続にスターリンクを使用していると報じた。
ワシントン・ポストのインタビューで、ミハイロ・フェドロフは、欧州諸国が自国の在庫のスターリンク端末をウクライナに送っていると述べた。
時間が経つにつれて、スペースXから寄贈されたスターリンク衛星端末の数が増え始めた。ウクライナ政府機関も、より多くの端末（スターリンクの地上ステーション）を購入するための資金調達を開始した。特に、2022年6月にウクライナは、ウクライナの諜報部隊用の新しい端末群を受け取った。

### 10月の論争
ロシアのウクライナ侵攻終結に向けた独自の「和平案」を示し、ロシア寄りの内容だとゼレンスキー大統領らから猛反発を招いていたマスクは、2022年10月14日にツイッターで「既存の端末の費用を無期限に負担したり、データ通信量が一般家庭の最大100倍に達する端末を数千台追加するのは難しい」と述べ、ウクライナでスターリンクの衛星サービスを維持するために、毎月約2000万ドルを負担していると指摘した。10月15日、マスクはスターリンクのウクライナへの無償提供を継続する考えを明らかにした。

## 数
4月5日時点で、スペースXとアメリカ合衆国国際開発庁（USAID）はウクライナに5000台の端末を送っており、そのうち3667台（73%）はスペースXが寄付し、残りをUSAIDが購入した。2022年9月末時点で、ウクライナに2万3000台のスターリンクの端末がある。